# Křížová cesta (Bělá)
Zaniklá Křížová cesta v Bělé u Libavé na Olomoucku se nacházela v obci u kaple svatého Alfonse.

## Historie
Křížová cesta byla založena po roce 1842, kdy byla postavena kaple svatého Alfonse. Podle dochované fotografie se jednalo o řadu sloupků tvořených dříkem, hranolem s mělkou nikou pro pašijový obrázek a stříškou.

### Kaple svatého Alfonse
Kapli svatého Alfonse dal roku 1842 postavit hrabě Aloise z Liechtensteinu. Byla osazena dvěma zvony, její rozměry byly 8,65 x 14,6 metru, uvnitř se nacházel oltář s obrazem svatého Alfonse, který namaloval novojíčínský malíř Berger. Kaple byla opravena v letech 1887 a 1927, v 70. letech 20. století byla zcela zbořena.